# (100217) 1994 PL7
(100217) 1994 PL7 es un asteroide perteneciente al cinturón de asteroides, descubierto el 10 de agosto de 1994 por Eric Walter Elst desde el Observatorio de La Silla, Chile.

## Designación y nombre
Designado provisionalmente como 1994 PL7.

## Características orbitales
1994 PL7 está situado a una distancia media del Sol de 3,152 ua, pudiendo alejarse hasta 3,766 ua y acercarse hasta 2,538 ua. Su excentricidad es 0,194 y la inclinación orbital 6,966 grados. Emplea 2044 días en completar una órbita alrededor del Sol.

## Características físicas
La magnitud absoluta de 1994 PL7 es 15.